# الحدود التنزانية الملاوية
الحدود التنزانية الملاوية هي حدود دولية تفصل بين ملاوي وتنزانيا في شرق إفريقيا. يتكون معظم الحدود من نهر سونغوي الذي يوجد مصدره في الجبال الواقعة إلى الجنوب الغربي من جبل رونغوي وبلدة توكويو. يتدفق نهر سونغوي بسرعة ويغير مساره بانتظام في فترة زمنية قصيرة، ويشكل تعرجات جديدة ويتسبب في تغيير موقع الحدود الدقيق ويصبح غامضًا. يجري حاليًا بناء سد لتنظيم تدفق النهر.
تتبع الحدود نهر سونغوي إلى بحيرة ملاوي، حيث تلتقي بالنقطة الثلاثية بين ملاوي وموزمبيق وتنزانيا. الحدود عند بحيرة ملاوي متنازع عليها، وكذلك حقوق البحيرة.
بعد معاهدة هيليغولاند وزنجبار لعام 1890، اتفقت القوتان الاستعماريتان المملكة المتحدة (بالنسبة لنياسالاند التي أصبحت فيما بعد ملاوي) وألمانيا (بالنسبة إلى تنجانيقا التي أصبحت فيما بعد تنزانيا) على أن الحدود ستتبع الشاطئ التنزاني للبحيرة. عندما حصلت ملاوي وتنزانيا على استقلالهما لم يتم تعديل الاتفاقية أبدًا. أدت مشاريع التنقيب عن النفط في البحيرة التي نفذتها شركة بريطانية إلى إحياء الخلافات الحدودية بين البلدين.